# اندیس مرمریت اوزون دره مهاباد
مرمریت اوزون دره مهاباد یک اندیس مصالح ساختمانی است که در حوالی شهر مهاباد استان آذربایجان غربی قرار دارد و مادهٔ معدنی موجود در آن، مرمریت است.سنگ میزبان این اندیس سنگهای آهکی است و دیرینگی آن به دوران پرمین می‌رسد.